# Metrum daktyliczne
Metrum daktyliczne – metrum sylabotoniczne, w którym akcentowana jest co trzecia sylaba, począwszy od sylaby pierwszej: SssSssSssSssSssSss. W wersach daktylicznych można wydzielić stopy daktyliczne Sss, trzeba jednak pamiętać, że wers liczy się jako całość, a podział na stopy jest tylko operacją ściśle matematyczną. Metrum daktyliczne nie odpowiada w wersyfikacji polskiej w naturalny sposób podziałowi na wyrazy (tok jest cezurowy), a wersy są zazwyczaj katalektyczne lub podwójnie katalektyczne (brachykatalektyczne). Daktyl, podobnie jak amfibrach i anapest, zalicza się do wzorców trójkowych w przeciwieństwie do jambu i trocheja, które są dwójkowe. Rytm daktyla, podobnie jak trocheja, określa się jako opadający, w przeciwieństwie od wznoszącego się rytmu jambu i anapestu i wznosząco-opadającego rytmu amfibracha i peonu III. W poezji polskiej występują różne formaty wierszy daktylicznych:
- dwustopowiec daktyliczny katalektyczny: SssSs
- dwustopowiec daktyliczny brachykatalektyczny: SssS
- trójstopowiec daktyliczny katalektyczny: SssSssSs
- trójstopowiec daktyliczny brachykatalektyczny: SssSssS
- czterostopowiec daktyliczny katalektyczny: SssSssSssSs
- czterostopowiec daktyliczny brachykatalektyczny SssSssSssS
- pięciostopowiec daktyliczny katalektyczny: SssSssSssSssSs
- pięciostopowiec daktyliczny brachykatalektyczny: SssSssSssSssS
- sześciostopowiec daktyliczny katalektyczny: SssSssSssSssSssSs
- sześciostopowiec daktyliczny brachykatalektyczny: SssSssSssSssSssS

W wierszu polskim, poza krótkimi sztucznie tworzonymi sekwencjami (typu chcieliśmy uczyć się chemii i fizyki), lub przekładami z literatur obcych, daktyl nigdy nie występuje w postaci kanonicznej, akatalektycznej, ale zawsze w formie skróconej, katalektycznej lub brachykatalektycznej, natomiast w wersyfikacji czeskiej lub słowackiej, co będzie pokazane w osobnej sekcji, takie ograniczenia nie obowiązują. W języku polskim występuje niewiele wyrazów będących modelowymi daktylami. Są to zapożyczenia z języków antycznych, greckiego i łacińskiego, typu fizyka, psychika. Daktyliczne są oczywiście zestroje z postfiksem się lub zaimkami w formie słabej: boję się, kocham cię, gońmy go, powiedz mi, ufam jej, daj mi to, lub lubię ją. W metryce polskiej klauzula proparoksytoniczna niemal w ogóle nie występuje, a zastosowana dla zabawy przez jakiegoś poetę, stanowi jedynie ciekawostkę dla uczonych wersologów. Ponieważ podział na stopy daktyliczne nie odpowiada normalnemu w polszczyźnie podziałowi na wyrazy, niektórzy uczeni jak Kazimierz Budzyk i Julian Krzyżanowski w ogóle nie uznają istnienia tego metrum w literaturze polskiej. Jednak większość badaczy wiersza polskiego stosuje termin metrum daktyliczne w odniesieniu do sekwencji akcentowej SssSssSssSssSssSs.
W formatach dłuższych, począwszy od trójstopowca, z reguły występuje średniówka, przy czym najczęściej wywołuje ona kataleksę:
- SssSs//SssSs
- SssSssSs//SssSssSs

Teoretycznie daktyliczne mogą być pięciozgłoskowiec (SssSs), ośmiozgłoskowiec (SssSssSs), jedenastozgłoskowiec (SssSssSssSs), czternastozgłoskowiec (SssSssSssSssSs) i siedemnastozgłoskowiec (SssSssSssSssSssSs), ale w praktyce spotyka się daktyliczne dziesięciozgłoskowce (SssSs||SssSs) i szesnastozgłoskowce (SssSssSs||SssSssSs).
Metrum daktyliczne w literaturze polskiej jest w nagłosie zazwyczaj nieco zatarte, podobnie zresztą jak jambiczne. Pierwszy akcent przesuwa się dość często na sylabę drugą wzorca. Takie przesunięcie określa się mianem anaklazy:
- SssSssSssSs → sSsSssSssSs

Częsta anaklaza powoduje przejście wiersza z kategorii utworu sylabotonicznego do klasy utworu tonicznego. Liberalność akcentowej zabudowy nagłosu wiersza daktylicznego można zaobserwować w wierszu Bolesława Leśmiana Znikomek:
W cienistym istnień bezładzie Znikomek błąka się skocznie.
Jedno ma oko błękitne, a drugie — piwne, więc raczej
Nie widzi świata tak samo, lecz każdym okiem — inaczej —
I nie wie, który z tych światów jest rzeczywisty — zaocznie?
sSsSssSs||sSsSssSs
SssSssSs||sSsSssSs
sSsSssSs||sSsSssSs
sSsSssSs||SssSssSs
Metrum daktyliczne było obiektem licznych analiz wersyfikacyjnych. O polskim daktylu pisali między innymi Maria Dłuska, Lucylla Pszczołowska i Adam Kulawik. Zwięzłe ujęcie monograficzne dał Wiktor Jarosław Darasz.
W tym artykule zostaną przedstawione w osobnych sekcjach realizacje metrum daktylicznego w literaturze polskiej innych literaturach słowiańskich (literaturze czeskiej, słowackiej, słoweńskiej i rosyjskiej), jak również w literaturach germańskich (literaturze angielskiej, amerykańskiej i niemieckiej). Wszystkie obserwacje zostaną poparte odpowiednimi cytatami i zilustrowane tradycyjnymi schematami wersologicznymi, w których duże S oznacza sylabę akcentowaną, a małe s sylabę nieakcentowaną.

## Metrum daktyliczne w literaturze polskiej
Epoka staropolska była długim okresem dominacji sylabizmu. Sylabotonizm, którego pojedyncze okazy trafiają się nawet w najdawniejszej naszej poezji, zaczął na dobre kiełkować w okresie oświecenia, na marginesie głównego nurtu literatury stylu wysokiego. Najbardziej ekspansywnym metrum okazał się naturalny w naszej prozodii trochej, jednak obok niego pojawiły się też inne wzorce sylabotoniczne, naśladowany z poezji niemieckiej i angielskiej jamb, amfibrach, omawiany tu daktyl i - na końcu - anapest. Metrum daktyliczne wykształciło się w literaturze polskiej w ramach ośmiozgłoskowca lub symetrycznego dziesięciozgłoskowca. Daktylicznym trójstopowcem Jakub Jasiński, generał i poeta sentymentalistyczny, napisał wiersz Chciało się Zosi jagódek:
Chciało się Zosi jagódek
Kupić ich za co nie miała,
Jaś ich miał pełny ogródek,
Ale go prosić nie śmiała.
Wnet sobie sposób znalazła,
Rankiem się z chatki wykradła,
Cicho przez plotek przelazła,
Wiśnie Jasiowi objadła.
SssSssSs
SssSssSs
SssSssSs
SssSssSs
SSsSssSs
SssSssSs
SssSssSs
SssSssSs
Swoistym inkubatorem polskiego daktyla była strofa stanisławowska, składająca się z wersów dziesięciozgłoskowych i ośmiozgłoskowych (10a/8/10a/8b). Jednym z najbardziej znanych przykładów zastosowania tej formy, typowej dla sentymentalizmu i wczesnego romantyzmu, jest sielanka Franciszka Karpińskiego Laura i Filon.
Tłukę o drzewo koszyk mój miły,
Rwę wieniec, którym splatała,
Te z nich kawałki będą świadczyły,
Żem z nim na wieki zerwała....
SssSs||SssSs
SSsSssSs
SssSs||SssSs
SssSssSs
Daktylicznej strofy stanisławowskiej Adam Mickiewicz użył w balladzie Alpuhara z powieści poetyckiej Konrad Wallenrod:
Już w gruzach leżą Maurów posady,
Naród ich dźwiga żelaza,
Bronią się jeszcze twierdze Grenady,
Ale w Grenadzie zaraza.
sSsSs||SssSs
SssSssSs
SssSs||SssSs
SssSssSs
W podobny sposób zbudował znaną wszystkim ze szkoły balladę Świtezianka. Mickiewicz wprowadził też do literatury polskiej adaptację heksametru daktylicznego, po raz pierwszy używając tego wzorca w Powieści Wajdeloty z Konrada Wallenroda. Nierównozgłoskowy heksametr Mickiewicza nie jest oczywiście wierszem sylabotonicznym w ścisłym tego słowa znaczeniu, ale tonicznym, jednak w odniesieniu do niego używa się określeń daktyl i trochej na oznaczenie podstawowych cegiełek jego budowy, wzajemnie zastępujących się stóp trójzgłoskowej i dwuzgłoskowej. Sylabotoniczny jest natomiast piętnastozgłoskowy heksametr Cypriana Kamila Norwida o formule SsSssSs||SssSssSs. Heksametr Mickiewicza (maksimum szesnastozgłoskowy) ma wzór ogólny Ss(s)Ss(s)Ss||Ss(s)SssSs, zaś współcześnie w tłumaczeniach antycznej poezji epickiej stosuje się formułę maksymalnie siedemnastozgłoskową Ss(s)Ss(s)Ss(s)Ss(s)SssSs. Takim heksametrem Iliadę Homera tłumaczył, umiejętnie stosując różne średniówki, Ignacy Wieniewski.
Z metrum daktylicznym eksperymentowała Maria Konopnicka. Zwłaszcza jej jedenastozgłoskowce są modelowane według daktylicznego wzorca akcentowego. Widać to na przykład w wierszu Do młodej braci.
Czuwaj strażnico! w ludzkości pochodzie,
Duchy młodzieńcze niech idą na przodzie!
Niech tory biją przed braćmi ciemnemi,
Niech będą świtem i jutrznią tej ziemi —
I wyciągniętą po światło prawicą...
Czuwaj strażnico!
SssSssSssSs
SssSssSssSs
sSsSssSssSs
sSsSssSssSs
sssSssSssSs
SssSs
Niestabilność akcentową nagłosu polskich wierszy daktylicznych widać wyraźnie w wierszu Marii Konopnickiej Kocham cię. Pierwszy akcent pada albo na pierwszą, albo na drugą sylabę wersu. Nie jest to oczywiście wada. Ścisłe utrzymywanie metrum może być dla czytelnika nużące i artystycznie niecelowe.
Kocham cię, gwiazdo, w lazury rzucona
Z dala ode mnie,
Do której próżno wyciągam ramiona,
Tęsknię daremnie!
Ty jesteś może zagasłym już globem,
Pustynią chmurną,
Wygnanych duchów ojczyzną i grobem,
Strzaskaną urną.
Może!... lecz teraz, gdy płoniesz tam z dala
Pochodnią złotą,
Duch się mój smętny do ciebie rozpala
Cichą tęsknotą!
SssSssSssSs
SssSs
sSsSssSssSs
SssSs
sSsSssSssSs
sSsSs
sSsSssSssSs
sSsSs
SssSssSssSs
sSsSs
SssSssSssSs
SssSs
Rytm daktyliczny pojawia się czasem w strofach safickich. Konopnicka zastosowała zwrotkę ośmiowersową, będącą podwojeniem klasycznego czterowiersza safickiego:
Tchnieniem ust twoich przed tobą niesiona,
Wzlatam w błękity, jak przędze pajęcze
Marzeń, z srebrnego wysnute wrzeciona
W zorze i w tęcze.
Gdy pierś twa błogim spokojem oddycha,
Różaną stopą dotykam się ziemi
I staję wtedy przed drzwiami twojemi
Prosta i cicha.
SsSSssSssSs
SssSssSssSs
SssSssSssSs
SssSs
sSsSssSssSs
sSsSssSssSs
sSsSssSssSs
SssSs
Kombinację dwustopowca daktylicznego brachykatalektycznego i trójstopowca daktylicznego katalektycznego Maria Konopnicka zastosowała w wierszu Czekaj na kwiat:
Czekaj na kwiat,
Czekaj na kwiat,
Co ma zakwitnąć po burzy...
<Czekaj na świt,
Czekaj na świt,
Co się ze zmierzchów wynurzy...
Czekaj na głos,
Czekaj na głos,
Co wyjdzie z cichej pustyni...
Czekaj na sąd,
Czekaj na sąd,
Co sprawiedliwość uczyni.
SssS
SssS
SssSssSs
SssS
SssS
SssSssSs
SssS
SssS
SssSssSs
SssS
SssS
SssSssSs
O ile w przypadku dłuższych formatów daktylicznych użycie rymu męskiego zasadniczo nie wpływa na odczucie rytmu, to w przypadku dwustopowca dzieje się inaczej, a sekwencja SssS jest percypowana raczej jako chorijamb, czyli złożnie trocheja i jambu. Daktyliczna tożsamość układu SssS jest klarowna tylko w kontekście.
Wyraźną skłonność do stosowania daktyla miał Władysław Broniewski. Wiersz Wiatraki realizuje schemat strofy czterowersowej zbudowane z czterostopowców daktylicznych katalektycznych w średniówce i naprzemiennie katalektycznych lub brachykatalektycznych w klauzuli: SssSs||SssSs/SssSs||SssS/SssSs||SssSs/SssSs||SssSs. W ten sam sposób został zbudowany wiersz Ja i księżyc transformista. Broniewski lubił ten typ strofy, bo powtórzył go również w utworze Biesy i w wierszu O wiośnie i o śmierci. Użył go również w poświęconym hiszpańskiej wojnie domowej wierszu No pasaran!. Wiersz Chwile składa się z jednorodnych kwartyn zbudowanych z symetrycznych dziesięciozgłoskowców daktylicznych SssSs||SssSs. Takie strofy budują też wiersze Nocą,Twarde ręce i Cześć i dynamit, jak również Grób Tamerlana i Monte Cassino. Utwór Śmierć to ujęty w dystychy sześciostopowiec daktyliczny katalektyczny w średniówce i klauzuli: SssSssSs||SssSssSs. Z kolei utwór Sen składa się ze strof pięciowersowych zbudowanych z wersów czterostopowych męskich i żeńskich: SssSs||SssSs/SssSs||SssS'SssSs||SssSs/SssSs||SssSs/SssSs||SssS. Wiersz Malaria został ułożony mocno daktyliczną strofą stanisławowską. Wreszcie konsekwentnie daktylicznym pięciozgłoskowcem poeta skomponował VIII część poematu Komuna Paryska. Prawdopodobnie żaden inny polski poeta nie napisał tyle wierszem daktylicznym.

## Metrum daktyliczne w literaturze czeskiej
Metrum daktyliczne jest naturalne w poezji czeskiej z uwagi na panującą w tym języku akcentuację inicjalną. Po czesku nie tylko wszystkie słowa trójsylabowe są modelowymi daktylami (na przykład čeština), ale też trójsylabowe zestroje akcentowe (wyrażenia przyimkowe) wymawia się na przyciskiem na pierwszej zgłosce. Po polsku mówi się do Pragi (sSs), za to po czesku do Prahy (Sss), bo przyimek ściąga na siebie akcent zestroju. Jeżeli ktoś nie zna języka czeskiego i nie może sobie tego wyobrazić, niech posłucha piosenki Urszuli Dmuchawce, latawce, wiatr. Słowa piosenki są tak podłożone pod melodię, że akcent pada na sylabę pierwszą wyrazu lub zestroju, dokładnie tak, jak po czesku. Po czesku najzupełniej naturalne są daktyle pełne, akatalektyczne, a nawet hiperkatalektyczne: SssSss||SssSsss. Daktylem kilkakrotnie posłużył się wybitny, znany również w Polsce prozaik i poeta Jan Neruda.
Proto mně draha tak
milá má matička,
že je tak malička,
že je tak chudička.
A kdyby byla snad
chudší než oblázek,
přec bych ji v srdci svém
choval co obrázek.
(Jan Neruda, Matičce)
SssSss
SssSss
sssSss
sssSss
sSsSsS
SssSss
SssSss
SssSss
W poniższym utworze Nerudy wersy daktyliczne trójstopowe akatalektyczne przeplatają się z wersami również trójstopowymi, ale katalektycznymi:
V pusté jsme nebeské končině,
Slunce i se planetami,
jinde je světů jen naseto,
my jsme tak světově sami!
My když i nožičky vyšvihnem
do šipkých světelných skoků,
letíme k nejbližší sousedce
přece jen trojici roků.
(Písně kosmické, 11)
SssSssSss
SssSssss
SssSssSss
SssSssSs
SssSssSss
SssSssSs
SssSssSss
SssSssSs
W kolejnym wierszu Neruda stosuje wersy daktyliczne pełne, trójstopowe (SssSss) i dwustopowe (SssSss). Jak widać, w wierszu czeskim podział na stopy daktyliczne i zestroje akcentowe jest niemal stuprocentowo zgodny.
Všechny ty vířivé planety,
s měsíci přílepky,
vylétly do světa širého
ze Slunce z kolébky.
Všechny ty vířivé planety
za svoji za dobu
slétnou zas ze světa širého
do Slunce do hrobu.
(Písně kosmické, 12)
SssSssSss
SssSss
SssSssSss
SssSss
SssSssSss
SssSss
SssSssSss
SssSss
Mistrzem czeskiego daktyla był śląski poeta Petr Bezruč, twórca o kontrowersyjnych, nacjonalistycznych poglądach. Metrum daktylicznym jest napisany wiersz Červený květ (Czerwony kwiat). Kolejne linijki poniższej strofy to wersy: dziesięciozgłoskowy, jedenastozgłoskowy, pięciozgłoskowy, ponownie jedenastozgłoskowy i czterozgłoskowy
Za temným oknem, v květníku sivém,
hrubý a ostnatý mračil se kaktus.
Jednoho jitra
červený z lodyhy vyrazil kalich,
červený květ.
SssSs||SssSs
SssSssSssSs
SssSs
SssSssSssSs
SssS
W kolejnym wierszu. zatytułowanym Plumlov I, wersy daktyliczne trójstopowe pełne (dziewięciozgłoskowe) przeplatają się ze skróconymi (ośmiozgłoskowymi):
Černý bor utíká s kopečka,
Široké jezero pod ním,
nad vodou létají rybárky,
podobny plachtám jsou lodním.
SsSSssSss
SssSssSs
SssSssSss
SssSssSs
W wierszu Maškarní ples (Bal maskowy) Bezruč zastosował daktyliczny pięciostopowiec katalektyczny, czyli formę, która w poezji polskiej niemal się nie pojawia:
V únoru nikdy jsem ze sebe nerobil blázna:
můj život tich byl jak půlnoc a teskný jak září.
Šťastnější národ nech karneval miluje a zná,
Těšín mi hleděl v kolébku - ty čti mi to z tváří.
SssSssSssSssSs
sSsSssSssSssSs
SssSssSssSsssS
SssSsSsssSssSs
W utworze Návrat (Powrót) Bezruč wykorzystał czterostopowe wersy brachykatalektyczne (męskie) i trójstopowe katalektyczne (żeńskie).
Po letech, po letech v rodnou mou ves
vrací mne života příval.
Můj krok, krok děvčete na prvý ples,
hořelo slunce, kos zpíval.
SssSssSssS
SssSssSs
sSSSssSssS
SssSsSSs 
Naturalna tendencja daktyliczna języka czeskiego był na tyle silna, że spowodowała odejście od czysto jambicznej postaci aleksandrynu (trzynastozgłoskowca ze średniówką po sylabie szóstej) w kierunku modelu mieszanego, łączącego w sobie rytmy jambiczne i daktyliczne. Daktylizowany aleksandryn stosował już najwybitniejszy czeski romantyk Karel Hynek Mácha, który jako pierwszy posługiwał się tą miarą. Jego następcy podchodzili jednak do pisania aleksandrynem w sposób o wiele bardziej dogmatyczny, modelując go sztywno w kierunku jambicznym. Do praktyki Máchy powrócili dopiero poeci wieku XX.
Nad dálkou temných hor poslední požár plál;
v hluboké ticho to měsíce vzešla zář,
stříbřící hlavy té ubledlou mrtvou tvář
i tichý pahorek, jenž v břehu vody stál.
Města jsou vzdálená co bílý v modru mrak,
přes ně v kraj daleký nesl se mrtvý zrak,
v kraj, kde co dítě on – Ó krásný – krásný věk!
SssSsS||SssSsS
SssSss||SssSsS
SssSss||SssSsS
sSsSss||sSsSsS
SssSss||sSsSsS
SsSSss||SssSsS
SssSsS||SSsSsS
Niektóre partie wierszy napisanych czeskim aleksandrynem są niemal bezwyjątkowo daktyliczne. Tak się dzieje na przykład w słynnej Siódmej elegii Jiříego Ortena:
Padaly slzy mé, padaly do močálů,
padaly za živé království běd a žalu,
padaly nestoudně, Karino, píši vám,
poproste náhrobek, jejž deštěm omývám.
Připadám si jak déšť, jenž prší na váš hrob,
připadám si jak pláč, bez času, bez podob,
píši vám, Karino, a nevím, zda jste živa,
zda nejste nyní tam, kde se už netoužívá,
zda zatím neskončil váš nebezpečný věk.
SssSss||SssSsss
SssSss||SssSsSs
SssSss||SssSss
SssSss||sSsSss
SssssS||sSsSsS
SssssS||SssSss
SssSss||sSsssSs
sSsSsS||sssSsss
sSsSss||sSssssS
Szerzej na temat czeskiego aleksandrynu pisali między innymi Jacek Baluch, Miroslav Červenka i Robert Ibrahim

## Metrum daktyliczne w literaturze słowackiej
Język słowacki jest najbliżej spokrewniony z językiem czeskim. Te dwa języki łączy między innymi prozodia, czyli akcent inicjalny. Nie znaczy to jednak, że wersyfikacja słowacka jest identyczna jak czeska. W końcu te dwie literatury rozwijają się niezależnie. Wiele słowackich wierszy, z uwagi na sylabizm, przypomina bardziej utwory polskie, serbskie lub staroczeskie niż nowoczeskie. Istnieje jednak grupa wierszy sylabotonicznych, budująca zrąb współczesnej wersyfikacji słowackiej. Można w niej odnaleźć utwory realizujące model daktyla. Wzorcem tym posłużył się między innymi najwybitniejszy poeta słowacki, Pavol Országh Hviezdoslav:
Hniezdo ty, ktoré si krome mňa vymrelo,
v osudnú jednu noc dopoly zhorelo,
nač ešte drnčíš tu? mútiš a moríš
veselím, zdravím až kypiace okolie?
Prečo sa nepoboríš
hoďas už zo samej nevôle?
(Pavol Országh Hviezdoslav, V jesennú polnoc)
SssSssSssSss
SssSsSSssSss
sSsSssSssSs
SssSsss
SssSssSss
W innym utworze Országh Hviezdoslav zastosował kombinację daktylicznego pięciozgłoskowca (SssSs) i męskiego dziewięciozgłoskowca (SssSs||SssS), będącego czterostopowcem katalektycznym w średniówce i brachykatalektycznym w klauzuli:
Hľadám sa, hľadám —
Nenachodím sa;
nieto ma v mieste, nemá ma čas.
Len či sa kedy
kde ešte nájdem,
ešte kde nájdem aspoň len raz?
SssSs
Sssss
SssSs||SssS
SssSs
SSsSs
SssSs||SssS

## Metrum daktyliczne w literaturze słoweńskiej
Jakkolwiek w metryce słoweńskiej przeważa jambiczny jedenastozgłoskowiec, można w niej odnaleźć również przykłady zastosowania daktyla. najwybitniejszy słoweński poeta, romantyk France Prešeren wykorzystał czterostopowy daktyl na przemian katalektyczny i brachykatalektyczny w wierszu upamiętniającym przyjaciela, Andreja Smole:
Črne te zemlje pokriva odeja
v grobu tihotnem, naš bratec, Andrej!
Vince zlató se v kozarcih nam smeja,
v tvojo opombo pijemo ga zdéj.
SssSssSssSs
SssSssSssS
SssSssSssSs
SssSssSsss

## Metrum daktyliczne w literaturze rosyjskiej
W literaturze rosyjskiej daktyl nie jest tak popularny jak dominujący w niej jamb czy trochej. Język rosyjski ma akcent ruchomy i swobodny, a jego tok jest raczej wznoszący. Istnieją jednak rosyjskie wiersze daktyliczne, realizujące bardzo dokładnie zadane metrum. Przykładem może być wiersz jednego z największych poetów rosyjskich, romantyka Michaiła Lermontowa.
Тучки небесные, вечные странники!
Степью лазурною, цепью жемчужною
Мчитесь вы, будто как я же, изгнанники
С милого севера в сторону южную.
 (Michaił Lermontow, Тучи)
SssSssSssSss
SssSssSssSss
SssSssSssSss
SssSssSssSss

## Metrum daktyliczne w literaturze niemieckiej
W literaturze niemieckiej daktyl występuje przede wszystkim w akcentowych imitacjach antycznego iloczasowego heksametru daktylicznego albo dystychu elegijnego, czyli kombinacji heksametru i pentametru. Akcentowego dystychu elegijnego użył między innymi Friedrich Schiller w wierszu Columbus.
Steure muthiger Segler! Es mag der Witz dich verhöhnen,
Und der Schiffer am Steur senken die lässige Hand.
Immer, immer nach West! Dort muß die Küste sich zeigen,
Liegt sie doch deutlich und liegt schimmernd vor deinem Verstand.
Traue dem leitenden Gott, und folge dem schweigenden Weltmeer,
Wär’ sie noch nicht, sie stieg’ jetzt aus den Fluten empor,
Mit dem Genius steht die Natur in ewigem Bunde,
Was der Eine verspricht, leistet die andre gewiß.
SsSssSssSsSssSs
SsSssS||SssSssS
SsSssSsSsSssSs
SssSssS||SssSssS
SssSssSsSssSssSs
SssSsS||SssSssS
SsSssSsSssSssSs
SsSssS||SssSssS

## Metrum daktyliczne w literaturze angielskiej
W metryce angielskiej wyróżnia się zazwyczaj cztery metra sylabotoniczne, jambiczne, trocheiczne, anapestyczne i właśnie daktyliczne. Daktyl jest najrzadszym wzorcem. Dla angielszczyzny typowy jest rytm wznoszący, podczas gdy daktyl jest opadający.
Za daktyliczny uważany jest początek wiersza The Charge of the Light Brigade (Szarża lekkiej brygady) Alfreda Tennysona.
Daktylem posłużył się też Thomas Hood w wierszu The Bridge of Sighs (Most westchnień):
One more Unfortunate,
Weary of breath,
Rashly importunate,
Gone to her death!
Take her up tenderly,
Lift her with care;
Fashion'd so slenderly
Young, and so fair!
Look at her garments
Clinging like cerements;
Whilst the wave constantly
Drips from her clothing;
Take her up instantly,
Loving, not loathing.
Warto zwrócić uwagę na to, że Hood wykorzystuje różne formuły wersu, akatalektyczną (SssSss), katalektyczną (SssSs) i brachykatalektyczną (SssS):
SssSss
SssS
SssSss
SssS
SssSss
SssS
SssSss
SssS
SssSs
SssSss
SsSSss
SssSs
SsSSss
SssSs
Robert Browning użył daktyla w swoim słynnym wierszu The Lost Leader. Wersy są w nim naprzemiennie czterostopowe katalektyczne i brachykatalektyczne.
Just for a handful of silver he left us,
Just for a riband to stick in his coat -
Found the one gift of which fortune bereft us,
Lost all the others she lets us devote;
They, with the gold to give, doled him out silver,
So much was theirs who so little allowed:
How all our copper had gone for his service!
Rag - swere they purple, his heart had been proud!
SssSssSssSs
SssSssSssS
SssSssSssSs
SssSssSssS
SssSsSSssSs
SssSssSssS
SssSssSssSs
SssSssSssS
W literaturze anglojęzycznej są też akcentowe naśladownictwa antycznego iloczasowego heksametru daktylicznego i pentametru. Podobnie jak w innych literaturach nowożytnych, angielski heksametr jest wierszem zasadniczo tonicznym, w którym występują obok siebie stopy daktyliczne i trocheiczne:
This is the forest primeval. The murmuring pines and the hemlocks,
Bearded with moss, and in garments green, indistinct in the twilight,
Stand like Druids of eld, with voices sad and prophetic,
Stand like harpers hoar, with beards that rest on their bosoms.
(Henry Wadsworth Longfellow, Evangeline)
SssSssSssSssSssSs
SssSssSsSssSssSs
SsSssSsSsSssSs
SsSsSsSsSssSs
Wspomniany Browning posłużył się daktylem w I części wiersza Cavalier Tunes
Kentish Sir Byng stood for his King,
Bidding the crop-headed Parliament swing:
And, pressing a troop unable to stoop
And see the rogues flourish and honest folk droop,
Marching along, fifty-score strong,
Great-hearted gentlemen, singing this song.
SssS||SssS
SssSSsSssS
sSssS||sSssS
sSsSSssSsSS
SssS||SssS
SSsSssSssS
W wersach trzecim i czwartym cytatu można zaobserwować anakruzę, czyli dodatkową nieakcentowaną sylabę przed zasadniczym schematem.